# NGC 4371

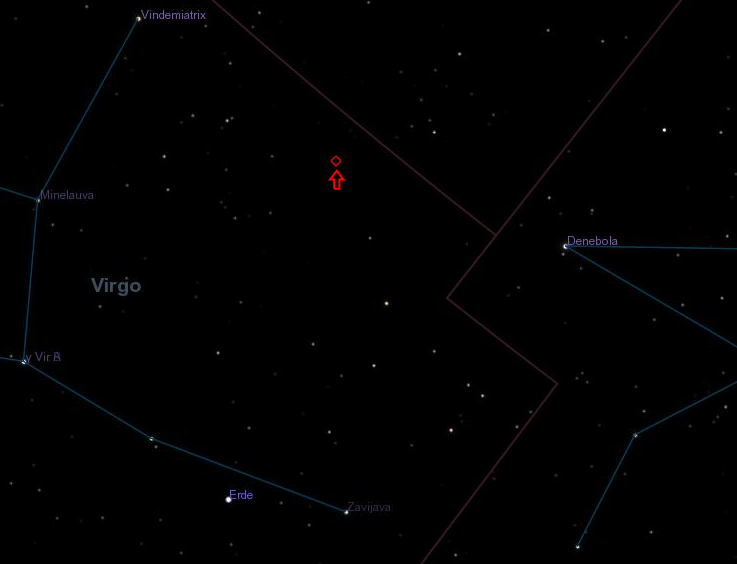
Расположение NGC 4371 на небосводе

NGC 4371 (другие обозначения — UGC 7493, MCG 2-32-33, ZWG 70.57, VCC 759, PGC 40442) — галактика в созвездии Дева.
Этот объект входит в число перечисленных в оригинальной редакции «Нового общего каталога».